# Impressum

Drukkersmerk vanaf 1620

Een Impressum is een in Duitsland wettelijk verplichte verklaring van het eigenaar- en auteurschap van een document. Het dient in alle in Duitsland of in andere Duitstalige landen gepubliceerde boeken, kranten, tijdschriften en websites aanwezig te zijn.
Omdat er geen vergelijkbare wetgeving in Nederland is, is er geen eenduidige juridische vertaling. De dichtstbijzijnde Nederlandse term is colofon. 

## Websites
De Duitse Digitale-Dienste-Gesetz (mediawet, vóór 14 mei 2024: Telemediengesetz) verplicht websites die om commerciële redenen gericht zijn op een publiek in Duitsland tot het hebben van een Impressum. Dit moet informatie bevatten over de uitgever, inclusief naam, rechtsvorm, adres, telefoonnummer, e-mailadres van de organisatie, Kamer van Koophandelnummer, belastingnummer en andere informatie zoals de naam van de CEO. Alle websites om commerciële redenen gericht zijn op een Duits publiek vallen onder de wet, dus niet alleen websites van Duitsers of websites met een .de domein.
In het geval van Nederlandse dienstverlenende websites staan er in het Burgerlijk Wetboek voorschriften over het vermelden van contact- en bedrijfsgegevens. (3:15d BW) & (6:230m BW).

## Drukkersmerk

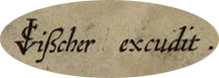
Drukkersmerk van C J Visscher

In de cartografie wordt het Impressum ook wel drukkersmerk genoemd. Sommige impressa zijn al honderden jaren oud en nog steeds in gebruik. Zo stamt het impressum van de firma Elsevier uit 1620.
Impressum kan ook slaan op de 'moet' ofwel de indruk op het papier van de koper- of staalplaat na het drukproces.

## Weblinks
Digitale-Dienste-Gesetz – link naar de Duitse wet- en regelgeving
Impressum voor Duitse websites: zo doe je het goed – link naar een handleiding hoe je een impressum voor je Duitse website opzet.